# Ракитник опушённый
Ракитник опушённый (лат. Cytisus villosus) — вид деревянистых растений рода Ракитник (Cytisus) семейства Бобовые (Fabaceae).

## Ботаническое описание
Полувечнозелёный кустарник с прямыми или дугообразными побегами 1—2 м высоты. Кора мелкобородчатая, зеленовато-оливковая с белыми штрихами, молодые ветви светло-зелёные, бело-опушённые. Листья очередные, тройчатые, на черешках 5—12 мм. Листочки обратнояйцевидно-эллиптические, опушённые, с тыльной стороны более бледные. Средний листочек крупнее — 35 мм длиной и 17 шириной, боковые — 21 мм длиной и 12 мм шириной.
Чашечка колокольчатая, двугубая, опушённая, в основании (2,5 мм) — зелёная, зубцы (1,0—1,5 мм) — усыхающие, чёрные. Цветки мотыльковые, 15—18 мм, пазушные, в головках, расположены вдоль верхней части побегов. Венчик ярко-жёлтый. Парус полураскрытый, наверху сомкнутый, в основании с оранжевыми штрихами. Плод — сплющенный, сухой, растрескивающийся, изогнутый, линейный боб, длиной 35—50 мм и шириной 4—6 мм, на черешке 15 мм, коричневого цвета, густо серебристо-опушённый. В бобе 6—10 семян. Семена почковидные, около 3 мм длиной, плоские, блестящие, с присемянником, желтовато-коричневого цвета.

## Распространение и экология
Естественно произрастает в Средиземноморье в высотном диапазоне от 0 до 1000 м над уровнем моря: от Северной Африки до Малой Азии на каменистых участках, в скрэбах, маквисах, в подлеске и на окраинах лесов из вечнозелёных жестколистных дубов.